# Немања Богуновић
Немања Богуновић (Београд, 1981) српски је гитариста, композитор и музички аранжер.

## Биографија
Први концерт је одржао у седмој години у Београду, а са 16 година је каријеру наставио у Сједињеним Америчким Државама. Наступао је широм света, објавио је више солистичких албума и неколико збирки транскрипција за гитару. Наступао је пред члановима српске и шпанске краљевске породице, неколико председника држава, као и пред филмским звездама попут: Роџера Мура, Барбре Страјсенд, Шона Пена, Кевина Костнера, Мела Гибсона итд.
Оснивач је Београдског квартета гитаре. Наступа заједно са неколико музичара под именом: Немања Богуновић и пријатељи.
Основао је Галерију жичаних инструмената у Земуну под називом „String instrument gallery" која је крајем 2022. године трајно затворена, а поједине инструменте је Немања Богуновић из ове галерије поклонио Адлигату.

## Галерија
- Немања Богуновић и Александра Стаменковић
- Најава концерта Немање Богуновића
- Галерија жичаних инструмената у Земуну
- Галерија жичаних инструмената у Земуну
- Галерија жичаних инструмената у Земуну
- Жичани музички инструменти Немање Богуновића
- Жичани музички инструменти Немање Богуновића